# Zajatý vesmír
Zajatý vesmír (anglicky Captive Universe) je vědeckofantastický román amerického spisovatele Harryho Harrisona vydaný nakladatelstvím G.P. Putnam's Sons v roce 1969.
Česky knihu vydalo nakladatelství AF 167 v roce 1994 (ISBN 80-85384-13-2).

## Námět
Chimal, domorodý aztécký mladík touží poznat svět za příkrými skalami, které oddělují izolované údolí, jež je jeho domovem. Opustit jej však není snadné, kromě náročného terénu musí překonat mj. odpor fanatických kněží, aby poté zjistil, že se nachází v generační lodi...

## Postavy
Aztékové
- Atototl – starý muž, náčelník ve vesnici Quilapa
- Citlallatonac – hlavní kněz v údolí
- Chimal – hlavní hrdina, velmi inteligentní mladý Azték, kterého neuspokojuje život v údolí spoutaný náboženskými přikázáními
- Chimal-popoca – muž ze Zaachily, otec Chimala, protagonisty příběhu
- Cuauhtemoc – rodový náčelník v Quilapě
- Itzcoatl – kněz, nástupce Citlallatonaca
- Malinche – dívka z Quilapy, kterou má Chimal pojmout za ženu
- Matlac – na konci příběhu Chimalův osobní strážce
- Ocotre – jeden z aztéckých pronásledovatelů Chimala
- Quiauh – matka Chimala, obyvatelka vesnice Quilapa

Postavy z aztécké mytologie
- Coatlicue – bohyně země, v příběhu robot pronásledující a zabíjející po setmění zatoulané vesničany
- Huitzilopochtli – bůh slunce
- Mictlantecuhtli – bůh podsvětí a mrtvých
- Mixtec – bůh smrti
- Omeycan – bůh, který na 500 let uzavřel údolí horským pásmem
- Tezcatlipoca – bůh prozřetelnosti, země a nebes
- Tlaloc – bůh vod a deště

Pozorovatelé, Strážci a Udržovatelé
- Nejvyšší Pozorovatel – stojí nejvýše v hierarchii Pozorovatelů a Strážců
- Opatrovatel vzduchu
- Pozorovatel Steadfast
- Strážce Strong
- Strážkyně Steelová – první osoba, kterou Chimal potká v tunelech
- Velký Konstruktér – designér generační lodi a celého jejího prostředí
- Vrchní Opatrovatel vzduchu – má na starosti ventilaci na lodi
- Vrchní Strážce – hlavní Strážce, organizuje ostatní

## Prostředí
Velký Konstruktér dříve zvaný Velký Vládce navrhl a nechal postavit z asteroidu Eros obrovskou generační loď a vyslal ji z blízkosti Země na cestu k nejbližší hvězdě sluneční soustavy Proxima Centauri, aby zde osazenstvo lodi kolonizovalo případnou vhodnou planetu. Pouť vesmírem má trvat cca 500 let. Velký Vládce, panovník některého z národů na Zemi, se chtěl zapsat do historie stavbou monumentálního díla, největšího, jaké kdy lidstvo spatřilo.
Pro vytvoření umělé gravitace na palubě se asteroid otáčí kolem své podélné osy. V ose rotace je nulová gravitace. Osa rotace zároveň určuje směr pohybu hvězdoletu. Let je téměř zcela automatizovaný. Ve vnější části je dalších pět malých kosmických lodí, určených (zřejmě) pro planetární přistání.

Uvnitř tohoto kamenného světa je velká dutina, kde se nachází zatarasené údolí, v němž žijí dvě skupiny Aztéků. Ti byli vybráni ze všech pozemských primitivních kmenů jako nejvhodnější díky své bohaté mytologii, soběstačnosti a nenáročnosti.

Jedna skupina, nebo též kmen, obývá vesnici Quilapa, druhá pak vesnici Zaachila. Mezi nimi protéká řeka. Aztékové netuší, že cestují vesmírem a za jakým účelem, toto jim má být odhaleno teprve během tzv. Dne Příchodu. Žijí jednoduchým životem, věnují se zemědělství a řídí se svým náboženstvím. Bez otázek dodržují pokyny svých kněží, kteří de facto rozhodují, co je správné a co ne. Mohou též vykonávat rituální oběti, nezřídka z řad těch, kdo se v jejich očích něčím provinili. Takoví jedinci jsou prohlášeni za posedlé, uvězněni a zabiti. Jelikož Aztékové pracují, obdělávají políčka apod., jsou silní a fyzicky zdatní. 
Na populaci Aztéků dohlížejí pomocí kamer, mikrofonů a další techniky Strážci, Udržovatelé a Pozorovatelé, kteří jsou oproti nim slabí a musí využívat robotické exoskelety. Dožívají se však mj. díky lékům mnohem vyššího věku, cca 200 let. 
Obývají tunely a chodby v asteroidu. Pozorovatelé jsou nadřazení Strážcům a Udržovatelům. Úkolem této populace je kromě dohledu nad Aztéky udržovat v chodu kosmickou loď a hlídat let. I pro ně bylo vybráno náboženství, jsou naočkováni mysticizmem a askezí.
Při Dni Příchodu bude odstraněna kamenná bariéra a Aztékové se dostanou mezi Strážce, Udržovatele a Pozorovatele, kde jim bude odhalena pravda. Jejich děti zbavené již všech předsudků a mýtů mají být schopné založit na nové planetě lidskou kolonii.
V knize jsou jmenovány následující hvězdy a souhvězdí: Proxima Centauri, Alfa Centauri, Rigel, Wolf 359, souhvězdí Lva, souhvězdí Honáka.

## Děj
Román má tři části: Údolí, Mimo údolí, Hvězdy. Epilog nese název Počátek.

### Údolí
Chimal, mladý a bystrý příslušník aztéckého kmene žije ve vesnici Quilapa v izolovaném údolí odděleném od ostatního světa horským pásmem. Na rozdíl od svých soukmenovců, kteří berou svůj životní úděl bez otázek, se touží dozvědět, co se nachází za horami. Svou zvídavostí se vždy odlišoval, což ho nejednou přivedlo do nesnází. Podle pověstí údolí uzavřel na 500 let bůh Omeycan, po uplynutí této doby by se měl opět otevřít východ z něj.
V údolí leží ještě sousední vesnice Zaachila oddělená řekou, obě sdílejí chrám obývaný kněžími, kteří káží boží zákony a dbají na jejich dodržování. Chimal tato náboženská pravidla ve svém nitru odmítá, nedokážou mu zodpovědět otázky, které si klade. Obyvatelé obou vesnic nesmí mezi sebou navzájem uzavírat sňatky a intimně se stýkat (lidé z Quilapy se sousedy ze Zaachily a opačně), což přes den hlídají kněží a v noci bohyně Coatlicue, která vychází po soumraku a zabije jakéhokoli vesničana, který by se odvážil v tuto dobu opustit svou vesnici. Právě Chimalův otec – muž ze Zaachily zemřel její rukou, když v noci opouštěl Quilapu, kde navštívil Chimalovu matku Quiauh. Ta si pak toto tajemství nesla s sebou a nikomu z vesnice o tom nikdy neřekla.
Poté, co si Chimal odmítne vzít za ženu dívku Malinche, která mu byla vybrána, jej kněží uvězní v cele chrámu, aby byl posléze rituálně obětován. Hněv bohů způsobí, že slunce ten den nevyjde. V nastálé panice Chimala z vězení osvobodí Quiauh, navíc mu prozradí, kdo byl jeho otec. Chimal uprchne a přes veškerou snahu kněží i vesničanů o jeho dopadení se mu podaří najít cestu z údolí, když jde ve stopách Coatlicue.

### Mimo údolí
Chimal se ocitne v jeskynních tunelech. Je překvapen, když narazí na nehybnou Coatlicue. Později mu dojde, že bohyně je pouze naprogramovaný robot. V jedné chodbě mu zkříží cestu Strážkyně Steelová, mladá žena, kterou donutí k doprovodu po tunelech. Vyjde najevo, že tito lidé se dělí na Strážce a Pozorovatele a jejich úkolem je dohlížet pomocí kamer, sond a další techniky na primitivní civilizaci Aztéků v údolí. Chimal pochopí, že pečlivě sledovali i jeho životní dráhu.

### Hvězdy
Poté, co je Chimal chycen a očekává svou smrt, se jej Nejvyšší Pozorovatel zeptá na původ. Když zjistí, kdo byli jeho rodiče, přivítá jej jako Prvního Příchozího. Ten má převzít zodpovědnost a vůdčí roli v tomto světě. Chimal se vzdělává, čte knihy a dozvídá se o jeho účelu. Je obrovskou generační lodí v podobě asteroidu Eros na staletí dlouhé cestě k systému hvězdy Proxima Centauri. V tzv. Den Příchodu mají být odstraněny bariéry a zákazy vzájemného páření mezi dvěma skupinami Aztéků, čímž se odstraní geneticky naprogramované recesivní rysy a zvýší se možnost vychovat inteligentní potomstvo schopné kolonizovat novou planetu.
Chimal odhalí zásadní problém. Pozorovatelé setrvávají v rigidním myšlení, nejsou o nic více nezávislejší než Aztékové z údolí a jejich mytologie. Kvůli tomu nedokáží dodržet letový plán a loď mine Proximu Centauri. Chimal se pokouší Pozorovatelům objasnit jejich chybu a naléhá na otočení lodi zpět ke hvězdě, ale je prohlášen za kacíře a vyvrhela. Během svého pronásledování spustí Den příchodu, skalní bariéra se zhroutí a Aztékové jsou volní. 

### Počátek
Pozorovatelé musejí akceptovat Den Příchodu. Chimal otáčí loď na správnou dráhu k Proximě Centauri. Až se narodí děti, které nebudou zatíženy náboženskými pravidly a budou vnímat realitu takovou, jaká je, už nebude nikdy osamělý.

## Česká a slovenská vydání
- Zajatý vesmír, Smena, 1974, překlad Saša Urbánková, sešitová vazba (slovensky)[1]
- Zajatý vesmír, AF 167, Brno 1994, překlad Lucie Awadová a Zuzana Treglerová, brožovaná vazba, náklad 7 000, ISBN 80-85384-13-2 (česky)